# 高校前駅 (秋田県)
高校前駅（こうこうまええき）は、秋田県南秋田郡八郎潟町川崎宮花にあった秋田中央交通秋田中央交通線（旧・五城目軌道）の駅（廃駅）である。秋田中央交通線の廃線に伴い1969年（昭和44年）7月11日に廃駅となった。

## 歴史
- 1965年（昭和40年）頃：秋田中央交通線川崎駅 - 五城目駅間に新設開業[1][2][3]。旅客のみ取扱い[3]。
- 1969年（昭和44年）7月11日：秋田中央交通線の廃線に伴い廃止となる[1][2][4][5]。

## 駅構造
廃止時点で、単式ホーム1面1線を有する地上駅であった。ホームは線路の北側（五城目方面に向かって左手側）に存在した。転轍機を持たない棒線駅となっていた。
開業時からの無人駅となっていた。

## 駅周辺
県道の南側を走り、水田地帯を併用軌道ではなく築堤で走っていた。
- 秋田県道15号秋田八郎潟線
- 秋田県立五城目高等学校 - 当駅廃止後に南に移転した[6]。
- 富津内川
- 秋田中央交通バス五城目高校前バス停留所[7]

## 駅跡
1999年（平成11年）時点では、五城目高校前バス停附近の道幅が広くなっている部分であった。この時点で道路の整備が進み駅跡はまったくわからなくなっていた。2000年（平成12年）時点では同バス停前の小公園となっていた。
また、当駅跡前後の線路跡は、1999年（平成11年）時点では道路整備が進み、2000年（平成12年）時点では築堤であった部分も拡幅された道路に取り込まれており、2007年（平成19年）5月時点でも同様で道路の端のサイクリングロードとなっていた。

## 隣の駅
秋田中央交通
秋田中央交通線
川崎駅 - 高校前駅 - 五城目駅